# Dichlore
Le dichlore (Cl2) est un gaz jaune-vert (chloros signifie « vert » en grec) dans les conditions normales de température et de pression. Il est 2,5 fois plus dense que l'air. Il a une odeur suffocante très désagréable et est extrêmement toxique car il se recombine avec l'humidité des muqueuses et des poumons pour former des acides qui attaquent les tissus.
Le dichlore a été découvert par Carl Wilhelm Scheele en 1774. Il a été utilisé lors de la Première Guerre mondiale en tant que gaz de combat, la bertholite.
Le dichlore est soluble dans l'eau, formant l'eau de chlore, mais il n'est pas soluble dans l'eau salée.
La molécule de dichlore est formée de deux atomes de chlore.

## Production
Le dichlore peut être produit facilement en électrolysant une solution de chlorure de sodium (procédé chlore-alcali) :
2Na+ + 2Cl− + 2H2O → 2NaOH + Cl2 + H2.
Scheele le synthétisa en faisant réagir du dioxyde de manganèse (MnO2) avec de l'acide chlorhydrique (HCl).
On peut également en fabriquer de petites quantités grâce à la réaction de l'acide chlorhydrique sur le permanganate de potassium.
De plus, quand on verse un acide dans de l'eau de Javel, on observe une libération de dichlore (mais en présence d'urée, présent dans l'urine, elle dégage de la trichloramine (NCl3) ; gaz très irritant).
Le degré chlorométrique d'une solution de Javel est le volume de dichlore libéré par un litre de cette solution (acide en excès).
Cl− + ClO− + 2H+ → Cl2 + H2O

## Utilisation
Le dichlore est utilisé comme matière première pour produire de l'acide chlorhydrique par réaction entre le dichlore et le dihydrogène.
Cl2 + H2 → 2HCl
Il est aussi utilisé pour produire du polychlorure de vinyle (PVC).
Il sert dans la fabrication des produits avec une liaison carbone-chlore comme le fluide frigorigène R12 dichlorodifluorométhane.[réf. nécessaire]
Il sert aussi à désinfecter l'eau potable en remplacement de l'eau de Javel.
Il a été utilisé comme gaz de combat (car irritant pour les voies respiratoires supérieures et toxique) pendant la Première Guerre mondiale où il a fait cinq mille morts et quinze mille rescapés, et il a laissé aux victimes des séquelles à vie dans les cas les plus graves. Son utilisation a aussi été prouvée par l'Organisation pour l'interdiction des armes chimiques (OIAC) lors de la guerre civile syrienne contre les forces rebelles à Douma en 2018.

## Propriétés
Le dichlore a la propriété de décolorer la solution d'indigo et plusieurs autres substances organiques. La couleur de plusieurs colorants organiques vient des différences entre les nombreux niveaux d’énergie de leurs liaisons conjuguées. Or le dichlore oxyde les doubles liaisons carbone-carbone qui constituent les systèmes de liaisons conjuguées.